# Große Synagoge (Indura)

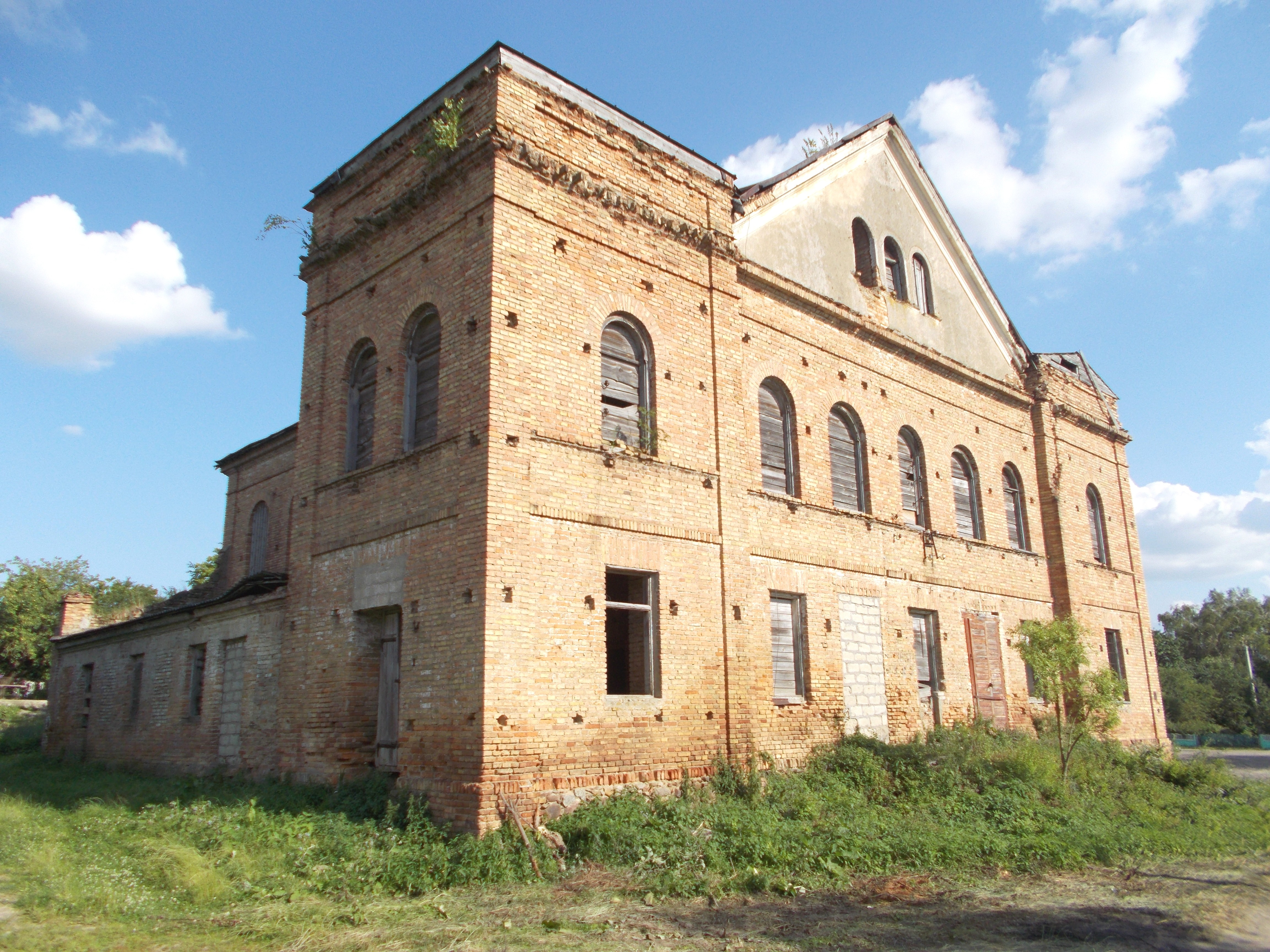
Große Synagoge in Indura (2014)

Die Große Synagoge in Indura (belarussisch Індура), einem belarussischen Ort in der Hrodsenskaja Woblasz, wurde 1883/84 erbaut.
Die Synagoge im Stil des Historismus wurde während des Zweiten Weltkriegs beschädigt und danach zweckentfremdet. Das Gebäude ist heute ungenutzt und verkommt.
In Indura war vor 1941 der Anteil der jüdischen Bevölkerung hoch. Der überwiegende Teil der jüdischen Bevölkerung wurde von den deutschen Besatzern während des Zweiten Weltkriegs ermordet.